# Hausinschrift

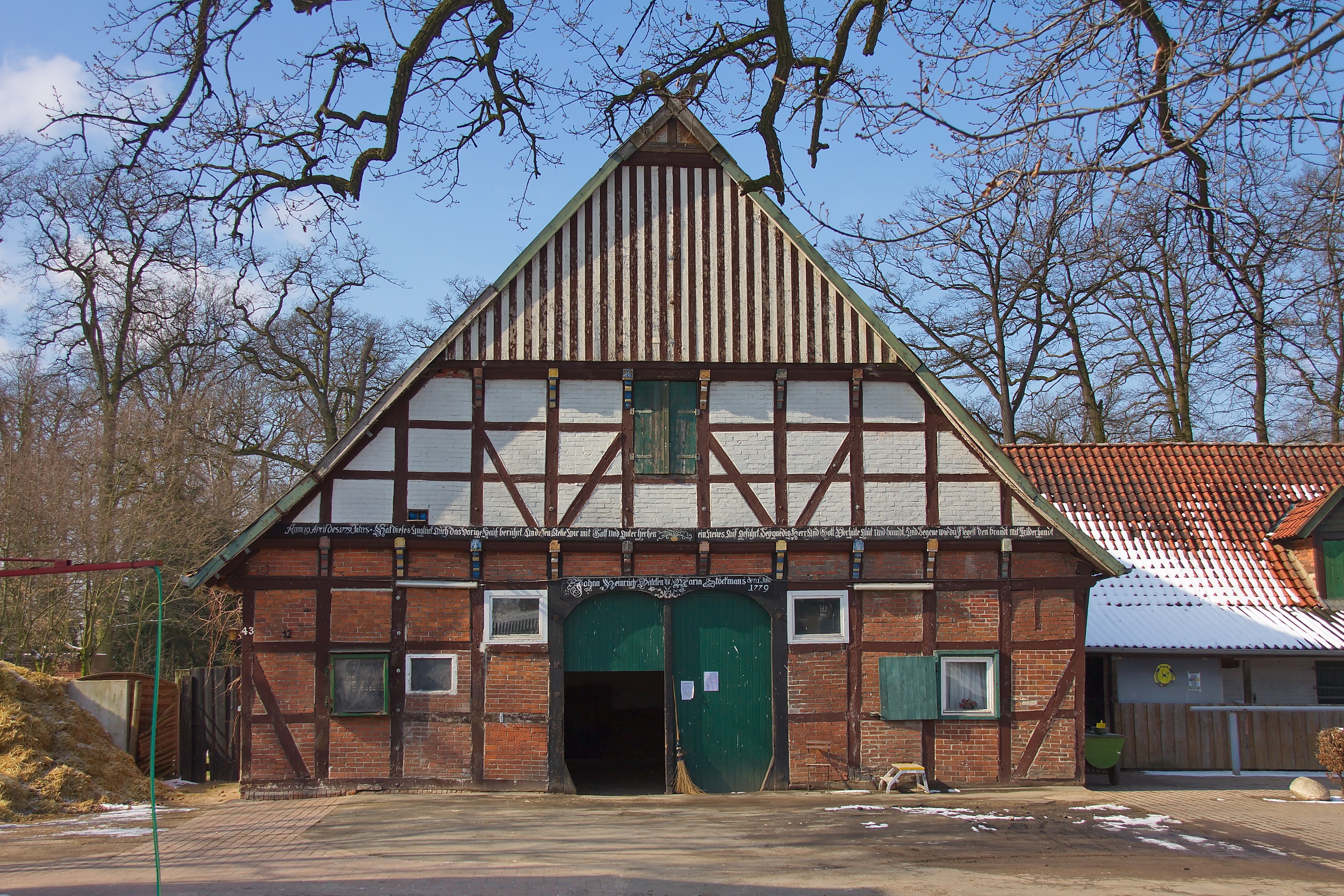
Fachwerkhof von 1779 in der Hohenhorster Bauerschaft mit Hausinschriften (Tor und Gebälk)

Als Hausinschrift bezeichnet man gemeinhin Inschriften an kirchlichen, öffentlichen wie an vielen privaten Gebäuden, Wohnhäusern oder an Nebengebäuden wie Scheune, Backhaus, Stallung, Speicher oder Wagenremise.

Nach ihrem Inhalt kann man Hausinschriften in vier Hauptgruppen einteilen: Bauinschrift, Bauspruch, Spruchinschrift (auch Hausspruch genannt) sowie im weiteren Sinne die Gruppe der Zeichen.

## Verbreitung
Inschriften waren weit über die Grenzen der heutigen Bundesrepublik Deutschland hinaus verbreitet, vor allem in der Schweiz, den österreichischen Alpenländern, im Elsass, den nordwestlichen Niederlanden, in Dänemark wie auch den alten Kolonistengebieten Siebenbürgens. Allerdings hat sich abgesehen von kirchlichen und anderen öffentlichen Gebäuden und von reinen Bauinschriften im übrigen Europa keine eigene Hausinschriftenkultur entwickelt. Auch römische Inschriften sind mit den deutschsprachigen nicht wirklich vergleichbar.

## Entstehung
Die historischen Wurzeln der Hausinschriftenkultur liegen in weiter Vergangenheit. In Form sinnbildlicher Zeichen dürfte die Hausinschrift bereits in vorchristlicher Zeit bekannt gewesen sein. Bereits die Germanen brachten an Türöffnungen oder Hausgiebeln zur Abwehr von und zum Schutz vor böswilligen Mächten Schädel erschlagener Tiere an. Ein bekanntes Schutzzeichen heidnischen Ursprungs sind die gekreuzten Pferdeköpfe am Hausgiebel. Diese Pferde – als die Tiere der (all)mächtigen und (schutz)mächtigen Götter und Herrscher – dienten weniger der Zierde. Sie sollten – so wie der Drudenfuß (Pentagramm) und andere Symbole christlicher oder vorchristlicher Prägung wie Kreuz oder Lebensbaum – vielmehr Schutz und Abwehr verbürgen. Dieses Schutzverlangen ist eines der grundlegenden Wesensmerkmale von Hausinschriften in späterer Zeit.
Deutschsprachige Hausinschriften lassen sich vereinzelt schon aus dem Anfang des 14. Jahrhunderts belegen, deutschsprachige Inschriften sogar bereits aus dem Frühmittelalter – so z. B. eine Grabinschrift aus dem Ende des 10. Jahrhunderts aus Bingen (jetzt im Museum Mainz). Von einem weitverbreiteten Brauch oder einer echten Hausinschriftenkultur im ländlichen Raum kann jedoch erst etwa um die Wende zum reformatorischen Säkulum gesprochen werden. „Was davor war, sind ’Vorläufer’, und was schließlich volle vierhundert Jahre später nach dem Ende der eigentlichen Verbreitungszeit der Inschriften kommt, ist ’Nachhut’.“

## Hauptgruppen

### Bauinschrift
Eine wichtige Funktion früher Hausinschriften ist die Dokumentation des Zeitpunkts der Fertigstellung eines neu errichteten oder veränderten Hauses. Die frühen Bauinschriften beschränkten sich daher auf die Angabe des Baujahres und fungierten damit als eine Art Bauurkunde. Ein Beispiel:
ANNO D(OMI)NI 1598
Später wurden auch die Namen des/der Erbauer angeführt, oft auch der Name des verantwortlichen Zimmermannes. Mit solchen Inschriften wollten sich die Erbauer (und ggf. auch der Zimmermann) ein Denkmal setzen. Sie dienen der Nachwelt heute nicht selten (auch) als genealogischer Nachweis.

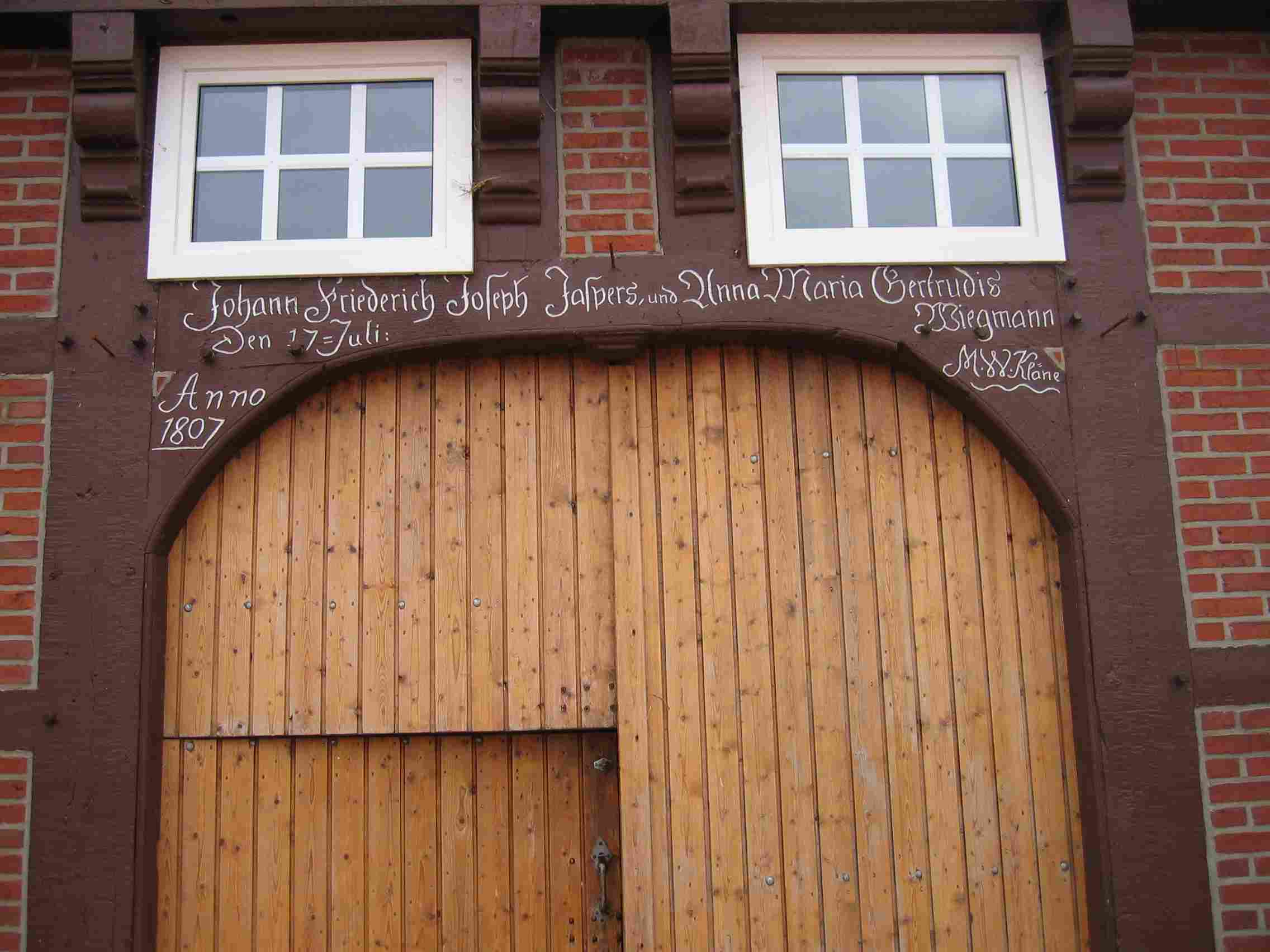
Typische Bauinschrift

### Bauspruch
Im Gegensatz zur Bauinschrift enthält der Bauspruch „ausführende und bewertende Elemente“, ist jedoch (anders als die Spruchinschrift) in der Regel an ein konkretes Ereignis gebunden wie z. B. den Anlass eines Bauvorhabens, Schwierigkeiten beim Hausbau, hohe Kosten oder außergewöhnliche Ereignisse während der Bauzeit:
BOVWENT IS EIN LUST
WAT TT KOSTET [HEW IK NICH WUSST]
ANNO 1610
oder:
Ein Strahl aus düsteren Wolkenschichten 
that seltsam und verhängnisvoll 
Hier unsere Scheune noch vernichten 
als fern schon dumpf der Donner scholl.

### Spruchinschrift
Bei den Hausinschriften lässt sich eine Unterscheidung zwischen weltlichen und religiösen Spruchinschriften Haussprüchen vornehmen. Beispiel für einen weltlichen Sinnspruch:
ALZEIT FRÖLICH IST GEFÄHRLICH
ALZEIT TRAURIG IST BESCHWERLICH
ALZEIT GLÜCKLICH IST UNMÖGLICH
EINS UMS ANDRE IST VERGNÜGLICH
Gottvertrauen und die Bereitschaft, sich Gottes Willen zu fügen, prägen demgegenüber religiöse Spruchinschriften. Dass diese Grundhaltung früher weit verbreitet war, belegen Spruch-Formeln wie An Gottes Segen ist alles gelegen oder Wer auf Gott vertraut hat wohl gebaut: Sie zählen zu den häufigsten Haussprüchen im gesamten deutschsprachigen Raum.
Wie die folgende Inschrift schön zeigt, wurde in religiösen Inschriften um Gottes Segen oder um Schutz für Haus, Gerät und die darin lebenden Menschen gebeten.
Dies Haus haben wir gebauet,
Und haben es dem lieben Gott anvertrauet,
Der wolle es behüten vor Unglück und Gefahr;
Und alle die da wohnen immerdar,
Auch alle die da gehen aus und ein,
Mögen von Gott beschützet sein.

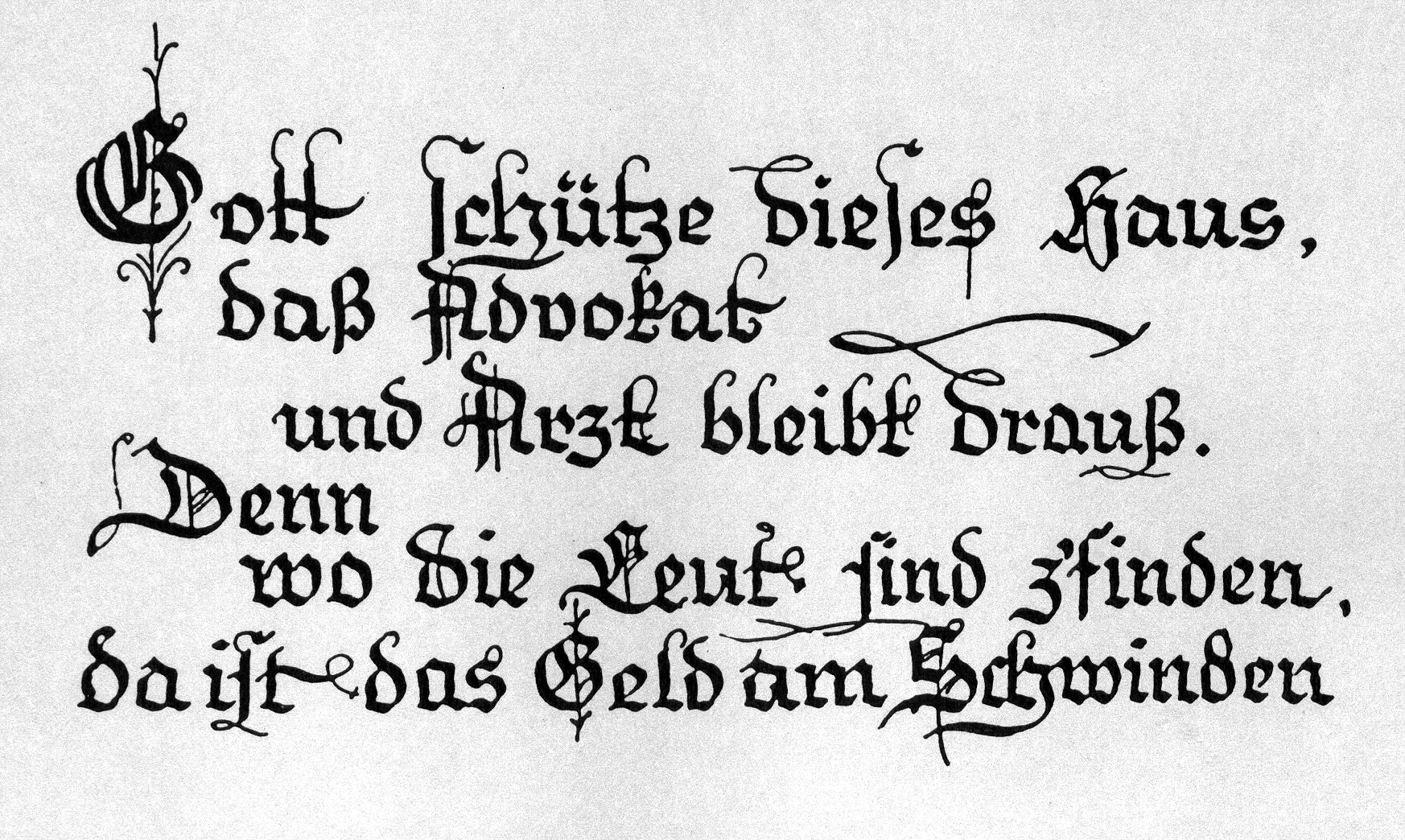
Hausinschrift

Wenn bereits – was nicht selten vorkam – vorhandene Sprüche übernommen, variiert oder ergänzt wurden, so geschah das nicht der stupiden Nachahmung wegen. Es stand vielmehr im Zeichen eines beständigen Verarbeitens, eines immer wieder erneuten Meditierens der Spruchinhalte. Das heißt: An und in den Wiederholungen lässt sich erkennen, was die Menschen zu ihrer Zeit in ihrem Lebensbereich jeweils in besonderem Maße geschätzt haben, was sie bewegt, ihr Denken und Handeln geprägt hat.

### Zeichen

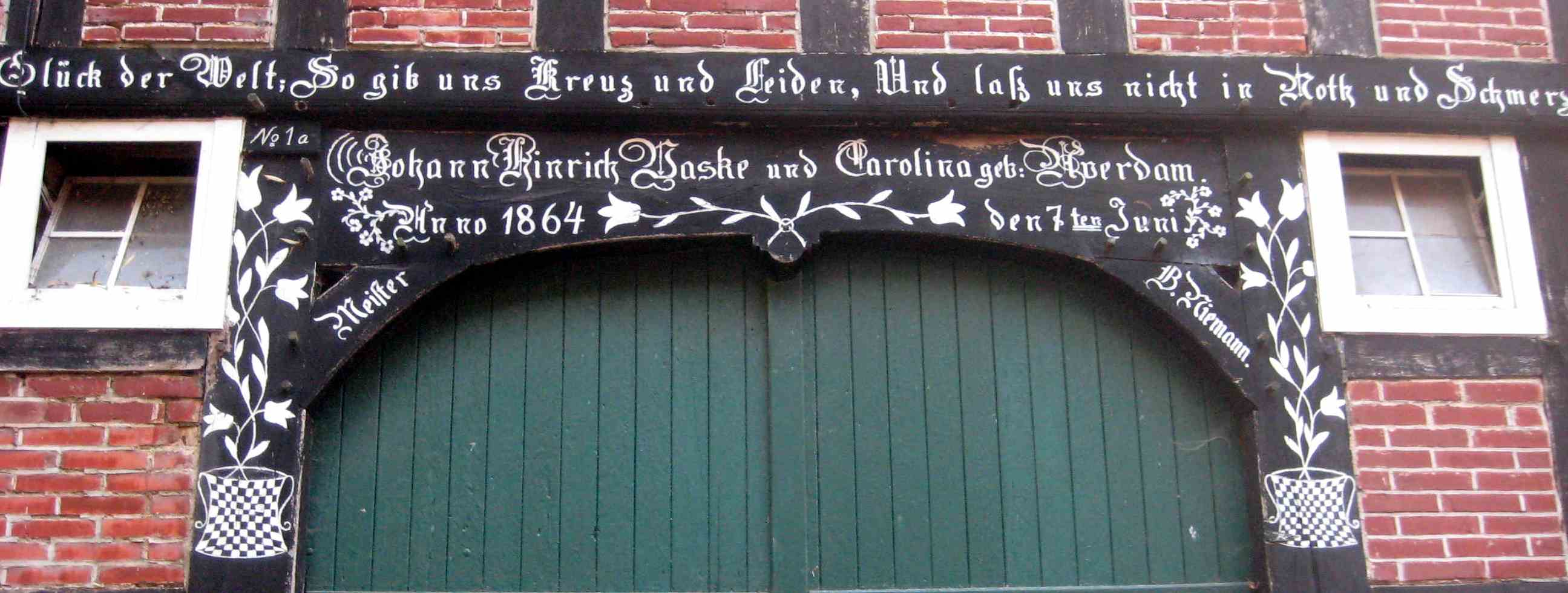
Symbol des Lebensbaums an einer Hausinschrift

„Die Zeichen am Hause (Schmuck, Symbole, Marken) bedürfen derselben sorgfältigen Betrachtung wie die Inschrift selbst, um aus dem Gesamtbilde eine volkskundliche Aussage machen zu können“, auch wenn Zeichen wie Blumen, Ranken, Herzen, Schnörkel usw. heute oft eine rein schmückende Bedeutung zugesprochen wird.
In vielen Fällen spiegelt sich darin aber wohl auch das Anliegen nach Schutz, Fruchtbarkeit usw. wider. Dies gilt in ganz ähnlicher Weise auch für Symbole wie Pentagramm und andere Symbole christlicher oder vorchristlicher Prägung wie Kreuz oder Lebensbaum (siehe Abbildung). Anders verhält es sich aber mit den Marken (Hausmarken, Wappen und Meisterzeichen).

## Sonderformen

### Rätselinschriften
Abkürzungen oder bewusst vorgenommene Verrätselungen von Hausinschriften bereiten dem Betrachter oft erhebliche Schwierigkeiten. Das gilt weniger für bekannte Abkürzungen wie IHS (für Jesus), M R (für Maria) oder M (für Meister). Abkürzungen jedoch, die nur ein paar Buchstaben aufweisen, denen höchstens noch eine Jahreszahl beigestellt ist, bedürfen einer eingehenden Prüfung. Nicht immer lassen sie sich wirklich auflösen.
Allerdings bedurfte, was heute rätselhaft erscheinen mag, früher oft keiner näheren Erläuterung. So z. B. die Buchstabenkombination BDIEL (= Bauen das ist eine Lust), deren Ergänzung („was es kostet, hab’ ich nicht gewusst“) in früheren Zeiten weithin bekannt war.
Eine auf den ersten Blick schwer aufzulösende Rätselinschrift befindet sich auf dem Torsturz eines Dielentors in Langwege bei Dinklage. Sie lautet:
G. G. G. U. S. X. G. B.D. H. A. D. D. G. I. U. A.
und lässt sich im Rekurs auf tradierte Sprüche – letztlich – leicht auflösen: Gott gebe Glück und Segen. Christus (X). Gott beschütze dieses Haus, alle die da gehen [e]in und aus.
Gelegentlich sind Hausinschriften tatsächlich als Rätsel verfasst, oft sind es dann biblische Rätsel, z. B. auf Jonas im Walfischbauch, den Christus nach Jerusalem tragenden Esel oder auf Eva wie im folgenden Beispiel:
Es war ein Weib, ein schön Figur,
Sie heirat’, eh sie war alt ein Uhr,
Und gebar, ehe sie war ein Jahr,
Und starb, ehe sie geboren war.

### Chronogramme
Als Chronogramm bezeichnet man gemeinhin eine Inschrift, die in verschlüsselter Form das Baujahr übermittelt. Im klassischen Chronogramm ergibt jeder Buchstabe, der im Lateinischen eine Ziffer bedeutet, einen Zahlenwert. Das folgende Chronogramm z. B. enthält das Baujahr 1751 (1×M = 1000, 1×D = 500, 2×C = 100, 1×L = 50, 1×I = 1):
MELCHISEDECH
Anders als im vorliegenden Beispiel werden die wichtigen Buchstaben gewöhnlich auffällig groß geschrieben, so dass man leicht erkennen kann, dass in der Hausinschrift das Baujahr mitgeteilt wird. „Lob und Friede sei diesem Hause“ lautet die Übersetzung des folgenden Chronogramms, das zu den ältesten in Südoldenburg zählt. Die Jahresangabe ist zusätzlich noch in Ziffern wiedergegeben (Anno 1678):
SIT LAVS ET PAX HVIC DOMVI
Vielen gelten solche Chronogramme als besonders gelehrt und kunstvoll nicht nur, weil sie in lateinischer Sprache verfasst wurden, sondern weil sie darüber hinaus eine besondere sprachliche Gewandtheit voraussetzen. Das gilt auch für das folgende Chronogramm, das die Jahreszahl 1773 enthält und übersetzt „Gott bewache, was der Küster zu Holten erbaut hat“ lautet (die Besonderheit der Inschrift ist ein gelungenes Wortspiel: custodiat = bewachen – custos = Wächter, Hüter):
DEVS CVSTODIAT QUOD CVSTOS HOLTENSIS POSVIT
Es gibt auch Chronogramme in deutscher Sprache, z. B. das folgende aus dem Jahre 1770:
ACH LASS HIRIN O HERR GESEGN T SEIN
ZV ALLEM WAS HIR GEHET AVS VND EIN

### Inschriften im Stabreim
Ein wesentliches Merkmal der meisten Spruchinschriften an Häusern ist der Endreim. Der Stabreim kommt hingegen nur „spurenweise“ und in der Regel in Form absichtlicher Wiederholung sehr alter Sprüche vor.
Stabende Worte (Anlautreim/Alliteration) findet man in Haussprüchen fast nur in Zwillingsformeln, weil diese so geläufig und einprägsam sind wie z. B. in dieser:
O Gott du geber aller güter
Sey doch dieses Hauses Hüter
Einen echten, germanischen Stabreim enthielt die Inschrift an einem 1751 erbauten Haus in Grandorf (Holdorf/Südoldenburg) – es handelte sich dabei um ein Bibelzitat (2 Kor 5,1). Er lautete:
Ein Hauß nicht mit Händen gemacht,
Sondern das ewig ist im Himmel.
Ein Hauspruch im Stabreim befindet sich an einer Rauhen Schüürn bei Bakum (Kreis Vechta), höchstwahrscheinlich um 1720 bis 1730 angebracht. Dieser Spruchinschrift ist ein Bauspruch (er wirkt wie eine unbeholfene Übersetzung aus dem Plattdeutschen) vorangestellt:
Die Ist Vor Andert Da Die Hogelschlag War Und Die Groze Sturm 29 NOVB 1836
(Die wurde verändert als der Hagelschlag war und der große Sturm 29. November 1836)
Dieser Bauspruch verweist auf ein verheerendes Unwetter, das im Jahr der Veränderung (1836) großen Schaden anrichtete. Betroffen von dieser baulichen „Veränderung“, mit der offensichtlich eine Verkleinerung der Toreinfahrt einherging, war auch die Spruchinschrift über dem Scheunentor – sie musste nämlich (wie die Einfahrt von früher ca. 3,30 m auf heute 2,60 m) verkürzt werden. Der vollständige Spruch lautete (Komplettierung innerhalb der Klammern):
Wind Worr Hogel is uns gnedig gewesen
Van Harm Befrey (uns o Herr)
(Wind Wetter Hagel sind uns gnädig gewesen
Von Harm befrei uns o Herr)
In der Inschrift staben alle Worte:
Wind – Worr, gnedig – gewesen, Van – Befrey;
is – uns; [uns – o];
Hogel – Harm – (Herr)
Die Besonderheit dieser Spruchinschrift besteht darin, dass es sich um einen Stabreim handelt (Hogel – Harm – Herr), in welchem – durch den regelmäßigen Wechsel von Plattdeutsch und Hochdeutsch – alle Worte (wenn auch nicht vollwertig) staben. Sie enthält zudem ein zwar verschlüsseltes, aber eindeutiges Bekenntnis zur Dreifaltigkeit durch das dreifache H. Das plattdeutsche Wort „Harm“ verweist deutlich auf die Lage der Menschen auf diesem Hof im 18. Jahrhundert: auf Not und Verschuldung, auf Eigenhörigkeit und die damit verbundenen Abgaben und Dienstleistungen, die eine wirtschaftliche Gesundung unmöglich machten. Die in der Spruchinschrift enthaltenen Bitte (Van Harm Befrey uns o Herr) lässt sich durchaus als eine in der Gebetsformel (libera nos, Domine) versteckte Freiheitsforderung lesen – all dies spricht dafür, dass der Verfasser dieses Inschriften-Unikats im deutschen Sprachraum literarisch wie theologisch bewandert gewesen sein muss.

## Kulturgeschichtliche Bedeutung
Inschriften an Häusern und Giebeln, über Einfahrten und Eingängen – zumeist wurden sie in die Schwellen oder Stürze von Fachwerkhäusern eingeschnitzt – sind Ausdruck uralten Schutzverlangens. Deshalb wurden sie ursprünglich an Stellen angebracht, wo das Haus am meisten gefährdet war – am Dach, über Tür und Tor. Anknüpfend an vorchristliche Vorstellungen (z. B. die Pferdeköpfe auf sich kreuzenden Windbrettern) sollen durch Abwehrzauber, Gebet und Segensspruch drohende Mächte am Dielentor und Vordergiebel ferngehalten werden.
Deutschsprachige Hausinschriften lassen sich vereinzelt schon aus dem Anfang des 14. Jahrhunderts belegen. Von einem weitverbreiteten Brauch oder einer echten Hausinschriftenkultur im ländlichen Raum kann jedoch erst etwa um die Wende zum reformatorischen Säkulum gesprochen werden.
Hausinschriften gehören zu den wenigen schriftlichen Zeugnissen aus der bäuerlichen Welt des 16.–18. Jahrhunderts. Weil sie das Selbstverständnis und die Lebenseinstellung des Bauherrn widerspiegeln und wichtige Einblicke in das Denken und den Glauben der ländlichen Bevölkerung gewähren, sind sie volks- wie sprachkundlich von besonderem Interesse, (kultur-)geschichtlich und genealogisch bedeutsam. Zahlreiche Inschriften lassen sich bei eingehender Untersuchung auf gemeinsame Themen und Motive zurückführen (so z. B. auf das Motiv der „peregrinatio vitae“, der fortwährenden Pilgerschaft auf Erden).
In bestimmten ländlichen Regionen des deutschen Sprachraumes – nicht jedoch in den Städten – zählten Hausinschriften über viele Jahrhunderte hinweg zum festen kulturellen Bestand und Brauch. Die „hohe Zeit“ der Hausinschriften im ländlichen Raum bildeten die zweite Hälfte des 17. Jahrhunderts, das 18. Jahrhundert und die ersten zwei Drittel des 19. Jahrhunderts.
Wer in späteren Zeiten, also im späten 19. und im 20. Jahrhundert an den Hausinschriften-Brauch anknüpft, tut dies häufig – wie sich an den entsprechenden Sprüchen unschwer erkennen lässt – in einer der jeweiligen Entstehungszeit gemäßen Geisteshaltung, die oft nur noch wenig gemein hat mit der ursprünglichen Aufgabe und Funktion von Hausinschriften.